# Віржині Еріо
Віржині Еріо (фр. Virginie Hériot, 26 липня 1890 — 28 серпня 1932) — французька яхтсменка.
Олімпійська чемпіонка 1928 року в класі 8 метрів.